# Phosphatase acide
Les phosphatases acides sont des hydrolases qui catalysent les réactions du type :
monoester phosphate + H2O  {\displaystyle \rightleftharpoons }  alcool + phosphate.
Ces enzymes sont des phosphatases synthétisées dans le réticulum endoplasmique qui déphosphorylent les esters orthophosphoriques organiques avec un pH d'activité optimale inférieur à 7 ; en outre, elles ont une action de transférase. On les trouve dans de nombreux organes : prostate, foie, rate, pancréas, poumons, reins, os (au niveau des ostéoclastes), cellules sanguines circulantes (hématies, leucocytes, plaquettes).
Il est possible de doser les phosphatases acides totales et aussi, spécifiquement, les phosphatases acides prostatiques (PAP). Ce sont ces dernières qui sont le plus souvent recherchées. C'est une protéine de masse moléculaire d'environ 100 000, avec activité  optimale entre pH 5 et pH 6 ; elle est excrétée en grande quantité dans le liquide séminal et en faible quantité dans le sang.
- Valeurs normales des phosphatases acides totales
  - Homme : 2 à 5,3 UI·L-1
  - Femme : 1,5 à 4,8 UI·L-1
  - Enfant : 3,6 à 9,5 UI·L-1
- Valeurs normales des phosphatases acides prostatiques
  - 0,4 à 2,8 UI·L-1 (taux non lié au sexe ou à l'âge)

## Applications
Le dosage des PAP est utile dans la surveillance des cancers de la prostate et détection des métastases osseuses ou des prostatites. Mais on lui préfère actuellement le dosage de l'antigène prostatique spécifique (PSA) dans ces indications.
En 2008, des chercheurs américains ont découvert que les PAP ont une action antalgique qui se révèle 8 fois plus puissante que la morphine. En effet, alors que l'action de la morphine s'estompe au bout de cinq heures, celle des PAP permet de garder la douleur sous contrôle pendant trois jours.
De plus, les phosphatases acides prostatiques n'ont pas les effets secondaires indésirables des dérivés opiacés (notamment les vomissements, la confusion mentale, la constipation et la dépression respiratoire).